# Systemd
Systemd és un dimoni d'administració de sistema dissenyat exclusivament per l'API del nucli Linux. El nom ve del sufix system daemon (processos en segon pla) amb la lletra d. El programa systemd va ser desenvolupat per substituir el sistema d'arrencada d'inici (init) heretat dels sistemes operatius System V i Berkeley Software Distribution (BSD). Al procés d'arrencada a Linux, és el procés arrencador i que s'executa en l'espai d'usuari, per tant, és el procés pare de tots els processos fills de l'espai usuari. Systemd està dissenyat per proveir un millor entorn de treball per a expressar les dependències del servei, permet fer més feina paral·lelament a l'inici del sistema i reduir la sobrecàrrega de la shell. Systemd va ser escrit per Lennart Poettering i publicat com software lliure sota els términis de la GNU Lesser General Public License versió 2.1 o posterior.

## Disseny
Comparat amb el init de System V, systemd inclou l'ús de les següents tècniques:
- Els serveis d'activació de sockets i l'activació de busos, que condueix a una millor paral·lelització de serveis independents.
- cgroups s'utilitzen per fer un seguiment dels processos de servei, en lloc de PIDs. Això significa que els dimonis no poden "escapar" de systemd encara que estiguin doblement - bifurcat. Systemd és només per a Linux per disseny, ja que depèn de característiques com cgroups i fanotify.[4]

## Història
Al maig de 2011, Fedora es va convertir en la primera distribució de Linux en habilitar systemd per defecte. Distribucions en què systemd està habilitat per defecte:
Fedora 15 i superior, Frugalware 1.5 i superior, Mageia des de la versió 2, Mandriva 2011, openSUSE 12.1 i superior, Arch Linux des d'octubre de 2012, Siduction des de desembre de 2013, CentOS 7 des de juliol de 2014 i Debian des de maig de 2015.
Distribucions com Gentoo ofereixen paquets systemd com a elements no suportats oficialment.
Lennart Poettering, qui fou el desenvolupador principal de Systemd, va abandonar les responsabilitats que exercia a Red Hat per a unir-se a Microsoft el juliol de 2022. Poc després s'anuncià que WSL a Windows 11 augmentava capacitats afavorint sobretot la compatibilitat dels paquets Snap d'Ubuntu. Lennart Poettering, ja essent treballador de Microsoft, continuà exercint responsabilitats en el desenvolupament de Systemd.